# Aleksiej Sarana
Aleksiej Sarana (ros. Алексей Сарана; ur. 26 stycznia 2000 w Moskwie) – rosyjski szachista, arcymistrz od 2017 roku. Zwycięzca Mistrzostw Europy w szachach klasycznych 2023. Od kwietnia 2023 roku reprezentant Serbii.

## Kariera szachowa
Zaczął grać w szachy w wieku pięciu lat. Zdobył tytuł mistrza międzynarodowego w 2016, a rok później tytuł arcymistrza. Dzięki wygranej w Wyższej Lidze Szachowej Rosji 2018 (z wynikiem 6.5/9 p.) zakwalifikował się do Superfinału 71. Mistrzostw Rosji w szachach, w którym zajął 9. miejsce. W 2019 roku wziął udział w Superfinale 72. Mistrzostw Rosji, w którym zajął 11. miejsce (z wynikiem 4.5/11 p.). Swój najwyższy ranking szachowy osiągnął w lipcu 2024 – 2717.
W marcu 2023 r. zwyciężył w Indywidualnych Mistrzostwach Europy w szachach klasycznych, rozgrywanych w serbskim mieście Vrnjačka Banja.
W grudniu 2023 r. zwyciężył w Indywidualnych Mistrzostwach Europy w szachach szybkich. 
W proteście przeciwko rosyjskiej inwazji na Ukrainę zrezygnował z członkostwa w Rosyjskiej Federacji Szachowej.

## Życie prywatne
Jego ojciec jest Ukraińcem. Studiował na Rosyjskim Uniwersytecie Sportowym w Moskwie, a także na Uralskim Uniwersytecie Górniczym.